# Hoy No Circula
Hoy No Circula (doslova v překladu Dnes se nejezdí) je název programu, který byl zaveden v Ciudad de México za účelem zvýšení kvality ovzduší a snížení exhalací z automobilového provozu. Zaveden byl ke konci roku 1989; k hlavnímu městu se později přidal i sousední státy México, jehož nejvýznamnější města a obce jsou součástí metropolitní oblasti Valle de México.
V rámci programu byl v určitý den v týdnu zakázán výjezd určité části (20 %) automobilů. Tato část se mění každý den; každý den v týdnu je označen určitou barvou a té přísluší určitá čísla. Pokud registrační značka automobilu končí na toto číslo, v daný den vyjet do ulic nemůže. Původně byl program zaměřen pouze na zimní sezónu, kdy se kvalita ovzduší zhoršuje díky inverzi nejvíce, nakonec byl ale od zimy 1990 zaveden permanentně. Výjimku získala pouze auta poháněná například na LPG či jiné ekologičtější druhy pohonu; díky zavedení katalyzátoru však byl později (1997) zákaz zmírněn jen na ty, které úspěšně neprošly měřením emisí. Roku 2003 tak v ulicích chybělo ne 20 %, ale pouhých 7,6 % vozů. 